# MOD
Zasugerowano, aby zintegrować ten artykuł z artykułem Moduł muzyczny (dyskusja). Nie opisano powodu propozycji integracji.
MOD to format pliku umożliwiający przechowywanie muzyki w specyficznym formacie binarnym. Pierwotnie używał go program SoundTracker na Amigę, później powstała cała gama podobnych programów zwanych trackerami, a format pliku MOD ewoluował. Nazwa MOD utożsamiana jest z całą rodziną formatów plików zwanych modułami.
Pierwsza wersja formatu została stworzona przez Karstena Obarskiego dla Ultimate Soundtrackera, który został wydany w roku 1987.
Oryginalna wersja formatu MOD umożliwiała jednoczesne odtwarzanie czterech kanałów audio, co wynikało z możliwości układu dźwiękowego komputera Amiga. Format był zaprojektowany tak, by możliwe było odtwarzanie dźwięku na Amidze bez jakiegokolwiek przetwarzania (np. sample zapisywane były jako 8-bit PCM i nadawały się do bezpośredniego wysłania do przetwornika C/A).
Format stał się popularny w środowisku demosceny i został uznany także na innych platformach sprzętowych (Atari ST i PC). Wówczas ograniczenia formatu MOD zaczęły dawać się we znaki i pojawiły się nowe formaty plików, pokonujące te ograniczenia. Zobacz spis.

## Struktura pliku
Plik MOD zawiera pojedynczy utwór muzyczny, na który składają się trzy zasadnicze elementy:
- próbki dźwiękowe (8-bitowe, w ilości maksymalnie 15, a w późniejszych wersjach 31),
- wzorce (ang. patterns) (w ilości maksymalnie 128) składające się z 4 (później 32 i 64) ścieżek o długości 64 wierszy,
- lista odtwarzania (do 128 pozycji) opisująca kolejność odtwarzania wzorców.